# 버섯 왕국
버섯 왕국은 마리오 시리즈의 나라이다. 슈퍼 마리오 게임에서 나오는 나라이며 마리오, 루이지, 피치공주가 산다.